# Gabrina, Smolean
Gabrina (în bulgară Габрина) este un sat în comuna Madan, regiunea Smolean,  Bulgaria. 

## Demografie
Componența etnică a satului Gabrina
     Bulgari (16,66%)
     Nicio identificare (83,33%)
     Altele (0%)
La recensământul din 2011, populația satului Gabrina era de 24 locuitori. Nu există o etnie majoritară, locuitorii fiind  și bulgari (16,66%). Pentru 83,33% din locuitori nu este cunoscută apartenența etnică.